# Lotto Belgium Tour 2016
De Lotto Belgium Tour of Ronde van België voor vrouwen 2016 was de vijfde editie van deze rittenkoers die van 6 tot 9 september werd verreden. De ronde ging van start met een proloog in Nieuwpoort en finishte met een etappe over de Muur van Geraardsbergen. Titelverdedigster was de Zweedse Emma Johansson. Deze editie werd gewonnen door Annemiek van Vleuten, die haar come-back maakte een maand na haar zware val tijdens de Olympische Spelen in Rio de Janeiro. Lotte Kopecky was de beste Belgische op de vierde plek en tevens de beste jongere.

## Deelnemende ploegen
| UCI-teams                   | Clubteams             | Nationale selecties |
| --------------------------- | --------------------- | ------------------- |
| Alé Cipollini               | Autoglas Wetteren     | Duitsland           |
| BMS BIRN                    | BH Cycling            | Kazachstan          |
| Canyon-SRAM                 | Isorex                | Nederland           |
| Hitec Products              | Jan van Arckel        | Verenigd Koninkrijk |
| Lares-Waowdeals             | Mat Atom Sobotka      | Zweden              |
| Lensworld-Kuota             | Keukens Redant        |                     |
| Lointek                     | De sprinters Malderen |                     |
| Lotto Soudal Ladies         |                       |                     |
| Rabobank-Liv                |                       |                     |
| Sport Vlaanderen-Guill D'or |                       |                     |
| Wiggle High5                |                       |                     |

## Etappe-overzicht
| etappe | datum       | start          | finish         | profiel    | afstand  | winnaar              | klassementsleider    |
| ------ | ----------- | -------------- | -------------- | ---------- | -------- | -------------------- | -------------------- |
| P.     | 6 september | Nieuwpoort     | Nieuwpoort     | Proloog    | 4,37 km  | Annemiek van Vleuten | Annemiek van Vleuten |
| 1e     | 7 september | Moorslede      | Moorslede      | Vlakke rit | 121,5 km | Lucinda Brand        | Lucinda Brand        |
| 2e     | 8 september | Lierde         | Lierde         | Vlakke rit | 107,9 km | Marianne Vos         | Marianne Vos         |
| 3e     | 9 september | Geraardsbergen | Geraardsbergen | Heuvelrit  | 97,3 km  | Annemiek van Vleuten | Annemiek van Vleuten |

## Klassementenverloop
De gouden trui wordt uitgereikt aan de rijdster met de laagste totaaltijd.
 De roze trui wordt uitgereikt aan de rijdster met de meeste punten van de etappefinishes.
 De gele trui wordt uitgereikt aan de rijdster met de meeste behaalde punten uit bergtop passages.
 De paarse jongerentrui wordt uitgereikt aan de eerste rijdster tot 23 jaar in het algemeen klassement.
 De zwarte trui wordt uitgereikt aan de eerste Belgische rijdster in het algemeen klassement.
 De rode trui wordt uitgereikt aan de rijdster met de meeste punten van tussensprints.
| Etappe         | Winnaar              | Algemeen klassement  | Puntenklassement     | Bergklassement    | Beste jongere   | Beste Belgische | Tussensprints   | Ploegenklassement |
| -------------- | -------------------- | -------------------- | -------------------- | ----------------- | --------------- | --------------- | --------------- | ----------------- |
| P              | Annemiek van Vleuten | Annemiek van Vleuten | Annemiek van Vleuten | niet uitgereikt   | Thalita de Jong | Lotte Kopecky   | niet uitgereikt | Rabo-Liv          |
| 1              | Lucinda Brand        | Lucinda Brand        | Lucinda Brand        | niet uitgereikt   | Lotte Kopecky   | Lotte Kopecky   | Alexis Ryan     | Rabo-Liv          |
| 2              | Marianne Vos         | Marianne Vos         | Marianne Vos         | Anisha Vekemans   | Lotte Kopecky   | Lotte Kopecky   | Lotte Kopecky   | Rabo-Liv          |
| 3              | Annemiek van Vleuten | Annemiek van Vleuten | Marianne Vos         | Alexandra Nessmar | Lotte Kopecky   | Lotte Kopecky   | Marianne Vos    | Rabo-Liv          |
| Eindklassement | Eindklassement       | Annemiek van Vleuten | Marianne Vos         | Alexandra Nessmar | Lotte Kopecky   | Lotte Kopecky   | Marianne Vos    | Rabo-Liv          |